# Tragia sonderi
Tragia sonderi är en törelväxtart som beskrevs av David Prain. Tragia sonderi ingår i släktet Tragia och familjen törelväxter. Inga underarter finns listade i Catalogue of Life.